# 広田稹
広田 稹（ひろた しげる、1913年10月1日 - 1987年1月5日）は、日本の外交官。

## 来歴・人物
新潟県出身。1937年外交官試験に合格後、38年3月東京帝国大学法学部政治学科を卒業し、外務省入省。アジア局第4課長、同第2課長、バンクーバー領事、大臣官房人事課長、経済局外務参事官、アラブ連合共和国大使館参事官等を歴任。1961年9月ハンブルク総領事、65年5月より中南米移住局長、翌年11月経済協力局長、68年1月より大臣官房審議官を務めた。
その後、ベネズエラ、マレーシア、オランダ駐在大使を歴任した。1975年12月退官。翌年、熊谷組顧問に就任。
1982年退社後、83年11月勲二等旭日重光章を受ける。1987年死去。

## 栄典
- 1983年（昭和58年）11月3日 - 勲二等旭日重光章